# 브라차르

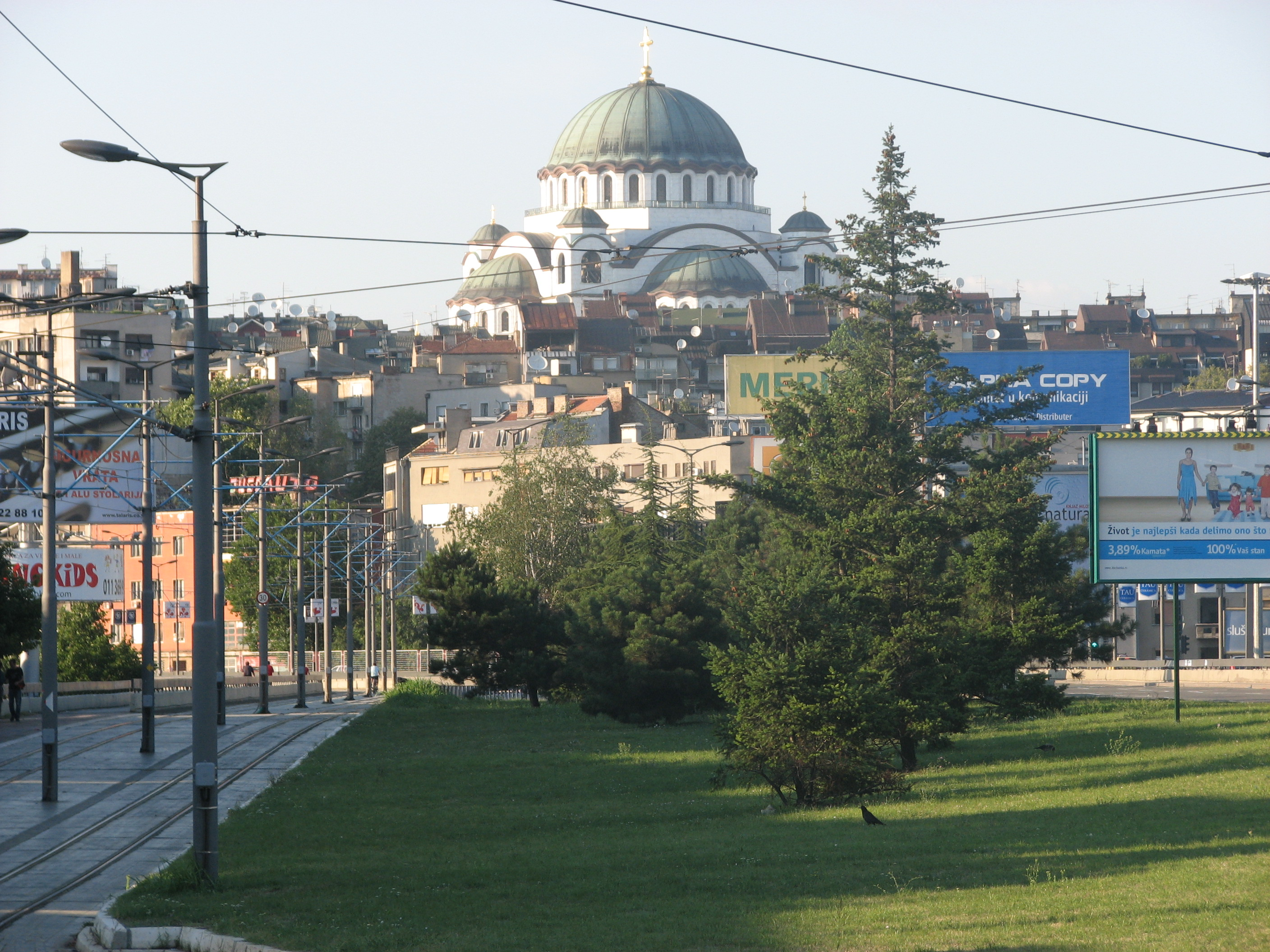
브라차르

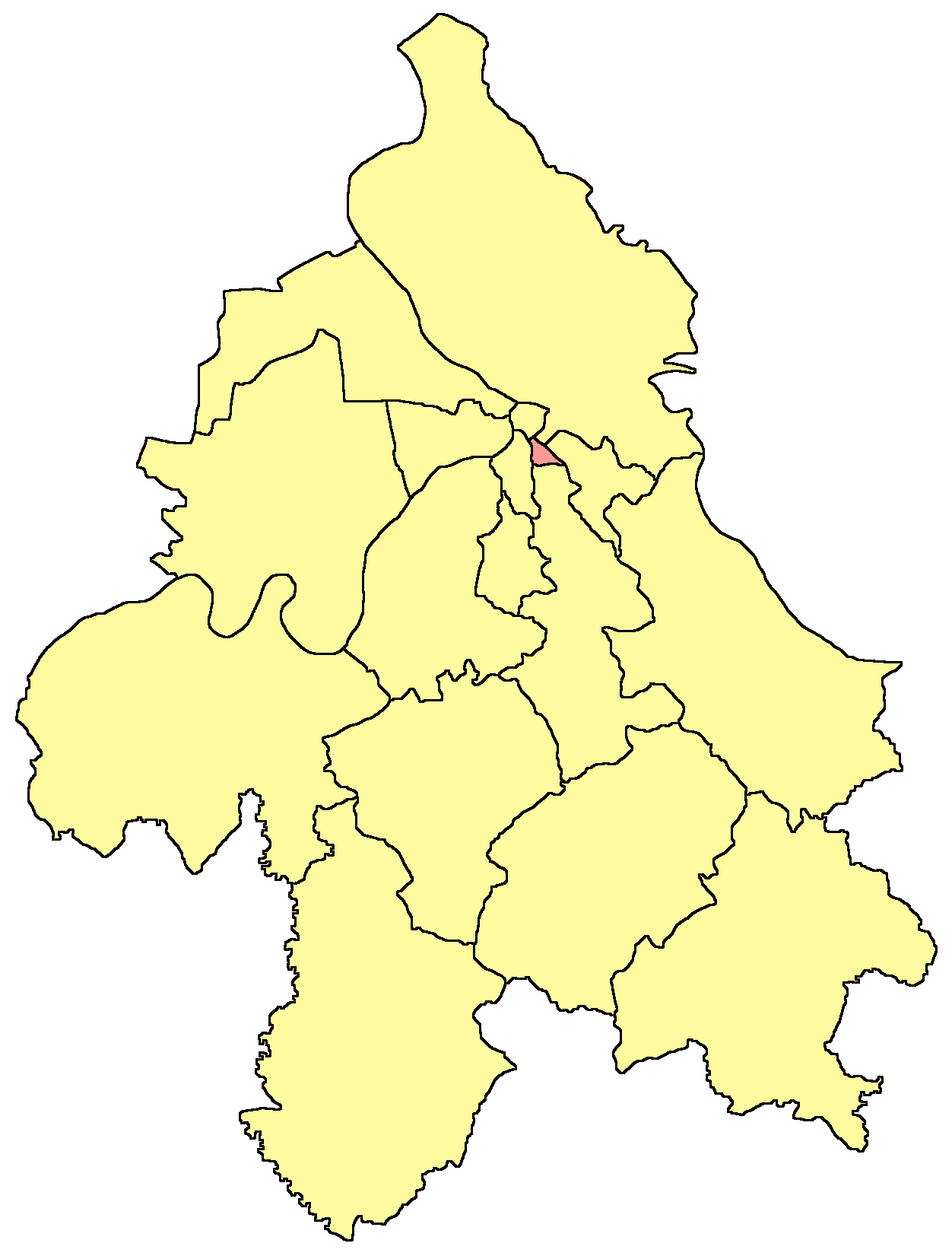
베오그라드 시 지도에 표시된 브라차르의 위치

브라차르(세르비아어: Врачар / Vračar)는 세르비아의 수도인 베오그라드를 구성하는 17개 지방 자치체 가운데 하나로 면적은 2.97km2, 인구는 56,363명(2011년 기준)이다.
베오그라드 중부에 위치한다. 베오그라드의 대표적인 건축물인 성 사바 대성당이 들어서 있다.

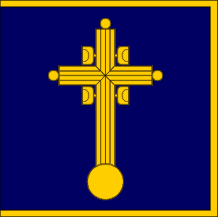
시기
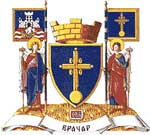
시 문장

## 같이 보기
- 즈베즈다라